# Velký Vřešťov
Velký Vřešťov (deutsch Markt Bürglitz, früher Groß Bürglitz bzw. Bürglitz) ist eine Minderstadt in Tschechien. Sie liegt 18 Kilometer nördlich des Stadtzentrums von Hradec Králové und gehört zum Okres Trutnov.

## Geographie
Die Gemeinde befindet sich im südlichen Zipfel des Okres Trutnov nahe den Grenzen mit dem Okres Hradec Králové und Okres Jičín. Velký Vřešťov liegt am rechten Ufer der Trotina in einem Tal zwischen dem Horschitzer Sandsteinrücken und der Velichovská tabule (Welchower Tafel). Westlich erhebt sich der Šibeniční kopec (Galgenberg, 301 m), im Nordwesten der Na Vlčích (359 m) und die Vinice (361 m). Südöstlich über dem Ort liegen auf einem bewaldeten Hügel die Reste der Burg Vřešťov. Nordwestlich liegt der Teich Velký rybník. Südlich von Velký Vřešťov werden die Trotina und ihr Zufluss Od Vlčích im Teich Velkovřešťovský rybník gestaut. Gegen Südosten liegt das Naturschutzgebiet Vřešťovská bažantnice.
Nachbarorte sind Lhotka, Miřejov und Sedlec im Norden, U Doleního Mlýna und Vilantice im Nordosten, Chotěborky im Osten, Malý Vřešťov und Jeřičky im Südosten, Na Pile, Žíželeves, Želkovice und Čenice im Süden, Cerekvice nad Bystřicí, Třebovětice und Jeřice im Südwesten, Skála und Boháňka im Westen sowie Maňovice und Dolenec im Nordwesten.

## Geschichte
Durch das Tal der Trotina führte ein mittelalterlicher Handelsweg von Hradec Králové nach Norden. Es wird angenommen, dass die Burg Vřešťov zusammen mit den Burgen Vysoká (wahrscheinlich Velehrádek) und Dubí (wahrscheinlich in der Vřešťovská bažantnice) bereits zum Ende des 10. Jahrhunderts bestand und eine der 987 genannten Dreiburgen (Trojhradí) war. Wahrscheinlich wurde die Burg in der Mitte des 13. Jahrhunderts neu erbaut und an ihrem Fuße ein Dorf gegründet, das sich als deren wirtschaftliches Zentrum recht bald zum Markt erweiterte. Die erste Erwähnung der Burg und des Städtchens Wrzesstiow erfolgten 1279 in der Dalimil-Chronik im Zusammenhang mit der Schlacht bei Hořiněves, bei der Mutina von Wrzesstiow ein brandenburgisches Söldnerheer schlug. 
Urkundlich belegbar ist Wrzesstiow jedoch erst seit 1348 als Besitz der Herren von Riesenburg. Der auf Wrzesstiow ansässige Zweig des Geschlechts nannte sich Wrzesstiowsky von Riesenburg (Vřešťovští z Rýzmburka). Wie auch andere Zweige dieses Geschlechts, darunter die Raschin von Riesenburg, führten diese den Steigbügel im Wappen. Alesch Wrzesstiowsky von Riesenburg (Aleš Vřešťovský z Rýzmburka) schloss sich zu Beginn der Hussitenkriege den Orebiten an. Nachdem sich diese nach dem Tode von Jan Žižka wieder von den Waisen getrennt hatten, wurde er zum Anführer der Orebiten. Nach der Einstellung der Kämpfe wurde er am 1. Dezember 1433 in die böhmische Ständeversammlung gewählt. Am 14. August 1436 ernannte König Sigismund den ihm wenig liebsamen Alesch Wrzesstiowsky zum Oberstlandschreiber. Neben diesem bedeutungslosen Amt erhielt Alesch noch vier Dörfer aus dem Besitz des erloschenen Klosters Opatovice als Pfandbesitz. Alesch hinterließ zwei gleichnamige Söhne. Diese verkauften den ererbten Besitz an Johann Zajíc von Hasenburg. Er gehörte 28. November 1465 zu den Mitbegründern der Grünberger Allianz gegen den utraquistischen König Georg von Podiebrad. Im Jahre 1467 wurde die Burg von den Truppen Georg von Podiebrads eingenommen und zerstört.
Zum Ende des 15. Jahrhunderts erwarb Věnek Kordul von Slaupno den Besitz und legte sich das Prädikat auf Wrzesstiow (Vřešťov) zu. Ihm folgte sein Sohn Sigismund Heinrich, der sich 1618 am böhmischen Ständeaufstand beteiligte. Nach der Schlacht am Weißen Berg wurde dessen Herrschaft Wrzesstiow zunächst zum Lehn herabgesetzt und Sigismund Heinrich des Landesverrats angeklagt. Das anhängige Verfahren konnte wegen seiner Flucht ins Ausland nicht abgeschlossen werden. Nachdem Sigismund Heinrich Slaupno von Wrzesstiow 1638 verstorben war, erfolgte die Einziehung seiner Güter. Zum Verwalter wurde Gerhard Lux von Luxenstein bestimmt. Der Dreißigjährige Krieg brachte den Niedergang des einst bevölkerungsreichen und wohlhabenden Städtchens, das mit mehreren Jahr- und Viehmärkten und eigener Gerichtsbarkeit privilegiert war. 1650 bestand Bürglitz nur noch aus 33 Häusern, in denen 180 Personen lebten. Diese Zeit nutzte die Obrigkeit als Gelegenheit, die meisten der alten Privilegien zu entziehen. Im Jahre 1675 verkaufte die Hofkammer das Gut an Johann von Sporck, der es mit seiner Herrschaft Hořeniowes vereinigte. Ein Großfeuer legte am St. Stanislaustag 1720 das gesamte Städtchen in Schutt und Asche. Im Jahre 1790 kaufte Kaiser Joseph II. die Herrschaft, weil er Teile der Ländereien für den Bau der Festung Ples benötigte. Er vereinigte diese sodann mit Smiřice zu einer Herrschaft. Der Verfall der Burgruine führte im 19. Jahrhundert zum gänzlichen Einsturz der Mauern. Die Bewohner der umliegenden Orte nutzten die Steine als Baumaterial und trieben den Abbruch weiter. Beim Unwetter vom 16. Juni 1819 schlug der Blitz in das Haus Nr. 32 ein und tötete dort zwei Mädchen. Das Feuer breitete sich schnell aus und zerstörte 32 Häuser, den Kirchturm und die Schule. Zur Finanzierung des Wiederaufbaus sah sich das verarmte Städtchen gezwungen, die ihm verbliebenen Privilegien gegen einen geringen Preis an die Städte Königinhof und Horschitz zu verkaufen. Im Jahre 1834 bestand Vřešťov / Groß Bürglitz aus 77 Häusern mit 533 Einwohnern, worunter zehn Protestanten waren. Katholischer Pfarrort war Chotěborky. Bis zur Mitte des 19. Jahrhunderts war das Dorf zur k.k. Kameralherrschaft Smiritz-Hořeniowes untertänig.
Ab 1850 bildete Vřešťov / Markt Bürglitz mit den Ortsteilen Malý Vřešťov (Klein Bürglitz) und Čenice (Czenitz) eine  Gemeinde in der Bezirkshauptmannschaft Königgrätz. Im Jahre 1863 erwarb der Textilfabrikant Johann von Liebieg die Herrschaft Smiritz-Hořeniowes. Er ließ auf dem Burghügel eine Veranda errichten, die zum Zentrum kultureller Veranstaltungen wurde. Liebieg beabsichtigte zudem die Errichtung eines Heilbades an der eisenhaltigen Quelle. Dieses Bad kam jedoch nie zustande und 1881 musste sein Sohn Franz die überschuldete Herrschaft an den k.k. Familienfonds abtreten, dem die Güter bis 1918 gehörten. 1873 wurde ein Postamt eingerichtet. Der tschechische Ortsname Vřešťov wurde 1880 in Velký Vřešťov geändert. Im Jahre 1900 bestand der Markt Velký Vřešťov  einschließlich seiner Ortsteile aus 99 Häusern, in denen 559 Tschechen und fünf Deutsche lebten. Im Oktober 1903 wurde die Gemeinde dem Bezirk Nová Paka zugeordnet. Im Jahre 1904 hatte die Gemeinde 662 Einwohner, die 105 Häuser bewohnten. Die Einwohnerzahl war im 20. Jahrhundert stetig rückläufig. 1926 entstand am nördlichen Ortsausgang die Kirche der Tschechoslowakischen Hussitischen Gemeinde. Im Jahre 1928 kam der Markt zum Okres Dvůr Králové nad Labem. Der Ortsteil Čenice wurde zugleich in zwei Anteile aufgeteilt, von denen nur noch Čenice 1. díl zu Velký Vřešťov gehörte; Čenice 2. díl wurde an Cerekvice nad Bystřicí angeschlossen. Nach 1948 verlor Velký Vřešťov seinen Status als Městys und sank zum Dorf herab. Nach der Aufhebung des Okres Dvůr Králové nad Labem wurde der Ort 1961 dem Okres Trutnov zugeschlagen. Seit dem 1. März 1980 gelten Čenice 1. díl und Malý Vřešťov nicht mehr als Ortsteile. Am 9. Oktober 2014 wurde der Status von Velký Vřešťov als Městys erneuert.

## Legende zur Herkunft des Burgnamens
Über die Herkunft des Burgnamens Vřešťov existiert eine alte Legende, wonach hier in früher Zeit ein heilkundiger Einsiedler gehaust haben soll. Diesen suchte ein Fürst auf, um Heilung für seine schwerkranke Tochter zu suchen. Nachdem sich der Fürst im Wald verirrt hatte, wurde er durch das schrille Geschrei eines Brüllaffen (tschechisch Vřešťan), den der weitgereiste Mediziner aus der Ferne als Geschenk mitgebracht hatte, zu seinem Ziel geführt. Der Eremit konnte die Tochter des Fürsten heilen, nahm jedoch den reichen Lohn dafür nicht an. Daraufhin gelobte der Fürst, an der Stelle, an der ihn das Geschrei des Brüllaffen auf den richtigen Weg geführt hatte, eine Burg zu errichten, die er zur Erinnerung an den Affen und die Rettung seiner Tochter Vřešťov nennen werde.

## Gemeindegliederung
Für die Gemeinde Velký Vřešťov sind keine Ortsteile ausgewiesen. Zu Velký Vřešťov gehören die Ansiedlungen Čenice 1.dil (Tschenitz 1. Anteil), Malý Vřešťov (Klein Bürglitz) und Na Pile.

## Sehenswürdigkeiten

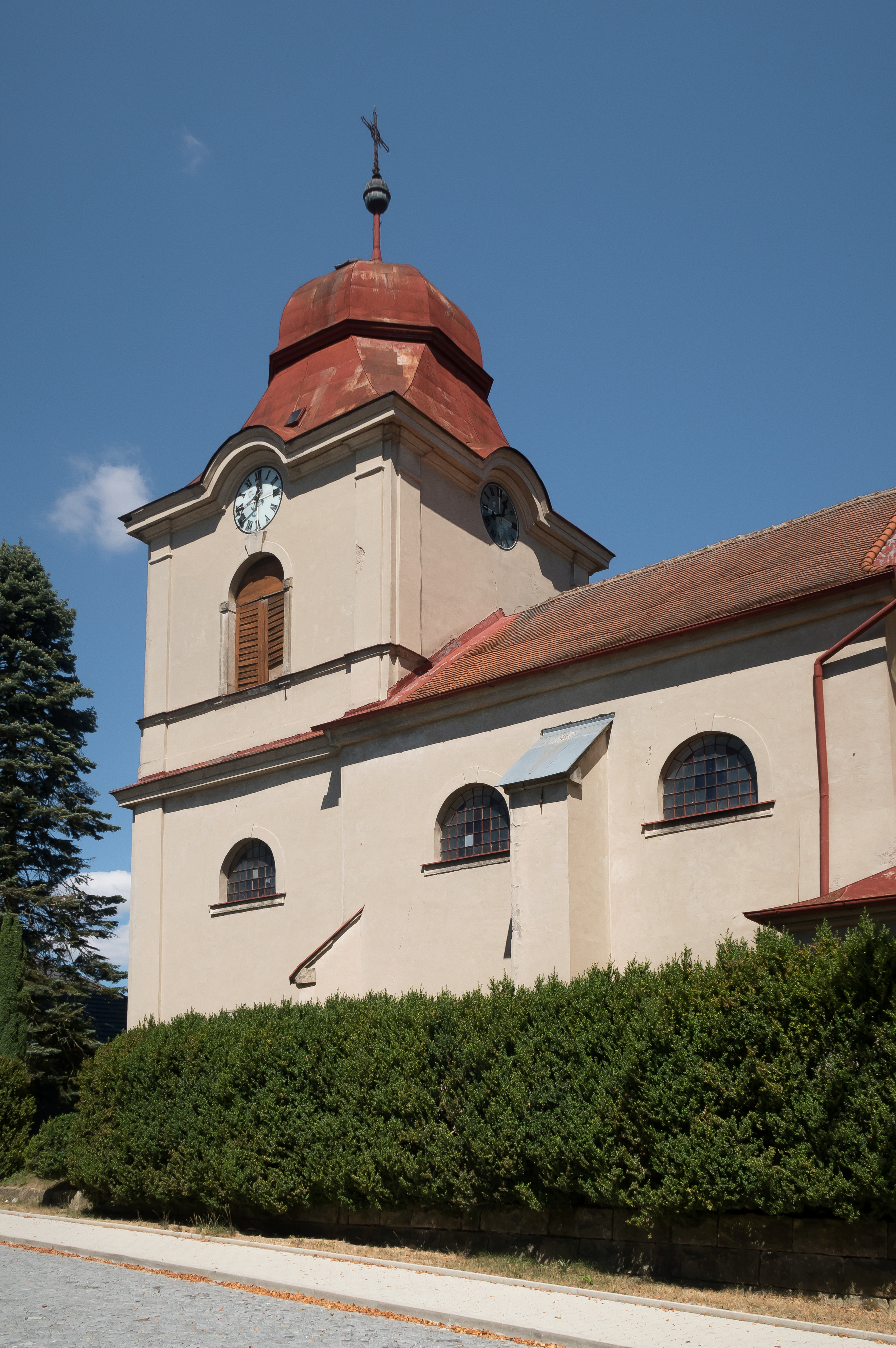
Kirche Allerheiligen

- Kirche Allerheiligen, der gotische Bau aus dem 14. Jahrhundert wurde im 17. Jahrhundert durch den Turmanbau erweitert. Ihre barocke Gestalt erhielt sie 1723 beim Wiederaufbau nach einem Brand auf Veranlassung von Johann von Sporck. In der Kirche befinden sich Epitaphe des Geschlechts Kordul von Slaupno.
- Pranger aus dem 17. Jahrhundert
- Statue der hl. Dreifaltigkeit, geschaffen 1843
- Bauerngüter im Empirestil aus dem 19. Jahrhundert
- Reste der Burg Vřešťov; die im 13. errichtete Anlage wurde 1467 von den Truppen Georg von Podiebrads zerstört. Nachfolgend verfiel die Ruine und die Mauern stürzten ein. Im 18. Jahrhundert waren von der Burg noch einige verfallene Wände und der zusammengegangene Burgkeller vorhanden. Die Einwohner nutzten die Ruine zunehmend als Steinbruch für den Hausbau. Erhalten sind heute nur noch Wälle und Gräben sowie die überwachsenen Grundmauern und einige verborgene Keller.
- Der Teich Velkovřešťovský rybník mit einer Wasserfläche von 26 ha dient als Erholungsgebiet, entlang seines Südufers erstreckt sich eine Ferienhaussiedlung
- Teich Velký rybník mit Moorwiesen
- Naturschutzgebiet Vřešťovská bažantnice, der Eichen-Hainbuchenbestand mit Populationen seltener Pflanzen ist zudem ein bedeutendes Vogelnistgebiet. Er ist seit 1949 auf einer Fläche von 21 ha unter Schutz gestellt. Auf dem Gelände befindet sich ein Burgstall, der für die Burg Dubí gehalten wird.